# Beautiful (EP)
Pour les articles homonymes, voir Beautiful.
Singles
1. Beautiful
Sortie : 9 février 2015
2. Shake That Brass
Sortie : 13 février 2015

Beautiful est le premier extended play de la chanteuse et rappeuse américaine Amber, qui fait aussi partie du girl group sud-coréen f(x). L'EP est sorti le 13 février 2015 sous SM Entertainment.

## Contexte et sortie
SM Entertainment a annoncé les débuts solo d'Amber le 30 novembre 2014, révélant que son album sortirait en février 2015. Elle est la deuxième artiste de SM Entertainment à débuter une carrière solo cette année-là, après Jonghyun de SHINee. Elle est la première membre de f(x) à débuter en solo.
Il a été révélé que l'EP a été écrit et composé par Amber, dont le single principal "Shake That Brass", sur lequel figure Taeyeon de Girls' Generation. Dans l'émission Cultwo Show diffusée sur SBS Power FM le 12 février, Amber a confié avoir demandé en personne à la chanteuse si elle souhaitait prendre part au morceau.
Le vidéoclip de 'Shake That Brass' a aussi attiré l'attention, du fait des nombreuses célébrités qu'il comprend. En plus de Taeyeon, on y voit Hyoyeon qui fait aussi partie des Girls' Generation avec Jackson de Got7, Park Joon-hyung de g.o.d, Jia & Min de Miss A, Ellin de Crayon Pop, Brad de Busker Busker, Woori de Rainbow, Aron de NU'EST, Rome de C-Clown, le mannequin Irene Kim et enfin la comédienne Ahn Young-mi.
Quelques jours après sa sortie, Beautiful se classe au sommet de l'Hanteo Overall Daily Albums Chart et se classe 2e dans le classement en temps réel. Le vidéoclip, qui est sorti le même jour que l'album, a réussi à avoir un million de vues sur YouTube en une journée. L'album s'est classé 2e dans le Billboard's World Albums Chart et 19e sur le Heatseekers Albums. Jeff Benjamin de Billboard K-Town note que cela montre la communauté internationale de fans de l'artiste. "Shake That Brass" s'est aussi classé à la 4e place du Billboard's World Digital Songs Chart.

## Composition
Le single principal "Shake That Brass", en collaboration avec Taeyeon, a un beat hip-hop puissant mélangé avec une instrumentale brass. La chanson a été co-composée et co-écrite par Amber. L'EP inclut aussi les pistes "Love Run" et "Heights".
La chanson "Beautiful" est pré-sortie le 9 février et possède une vidéo paroles qui contient des photos d'enfance d'Amber, qui a été mise en ligne sur la chaîne YouTube officielle de SM Entertainment le même jour. La chanson est une ballade acoustique; ses paroles ont été écrites trois ans avant sa sortie, et raconte les épreuves auxquelles la rappeuse a dû faire face pour atteindre son rêve.
Le dernier morceau, "I Just Wanna", est la version anglaise de "Goodbye Summer", une chanson de son groupe f(x), qui figure sur leur deuxième album studio Pink Tape. La chanson a été composée par Amber et Gen Neo de NoizeBank. Amber chante les paroles originales en anglais, avec Eric Nam en featuring.

## Promotion
Le 13 février 2015, Beautiful sort à l'état digital partout dans le monde. Amber fait ses débuts sur scène lors du Music Bank le même jour et y interprète deux chansons, "Beautiful" et "Shake That Brass" avec Wendy de Red Velvet, qui remplace les parties de Taeyeon. Amber également interprété la chanson avec Luna lors du Show Champion, du M! Countdown, du Music Bank, du Show! Music Core et de l'Inkigayo.

## Liste des pistes
Les crédits sont issus de Naver.
| 1.    | Beautiful                                                 | Amber J. Liu, Jam Factory                              | Amber J. Liu                                                | Amber J. Liu, Ryan Yoo                                      | 2:57 |
| 2.    | Shake That Brass (featuring Taeyeon de Girls' Generation) | Amber J. Liu, Rhymer, V-Hawk, Lee Yoo-jin, Kang Ji-eun | Amber J. Liu, Courtney Woolsey, Nermin Harambasic, Jin Choi | Amber J. Liu, Courtney Woolsey, Nermin Harambasic, Jin Choi | 3:13 |
| 3.    | Love Run                                                  | Amber J. Liu, Jakops, Kim Min-ji                       | Amber J. Liu, Sean Alexander                                | Amber J. Liu, Shaun                                         | 4:08 |
| 4.    | Heights                                                   | Amber J. Liu, David Choi                               | Amber J. Liu, Command Freaks                                | Amber J. Liu, Command Freaks                                | 3:43 |
| 5.    | I Just Wanna (featuring Eric Nam)                         | Amber J. Liu                                           | Amber J. Liu, Gen Neo                                       | Gen Neo                                                     | 3:13 |
| 17:14 |                                                           |                                                        |                                                             |                                                             |      |

## Classements
| Classement (2015)          | Meilleure position |
| -------------------------- | ------------------ |
| Corée du Sud (Gaon)        | 2                  |
| US Billboard World Albums  | 2                  |
| US Heatseekers (Billboard) | 19                 |